# Alexander Macomb

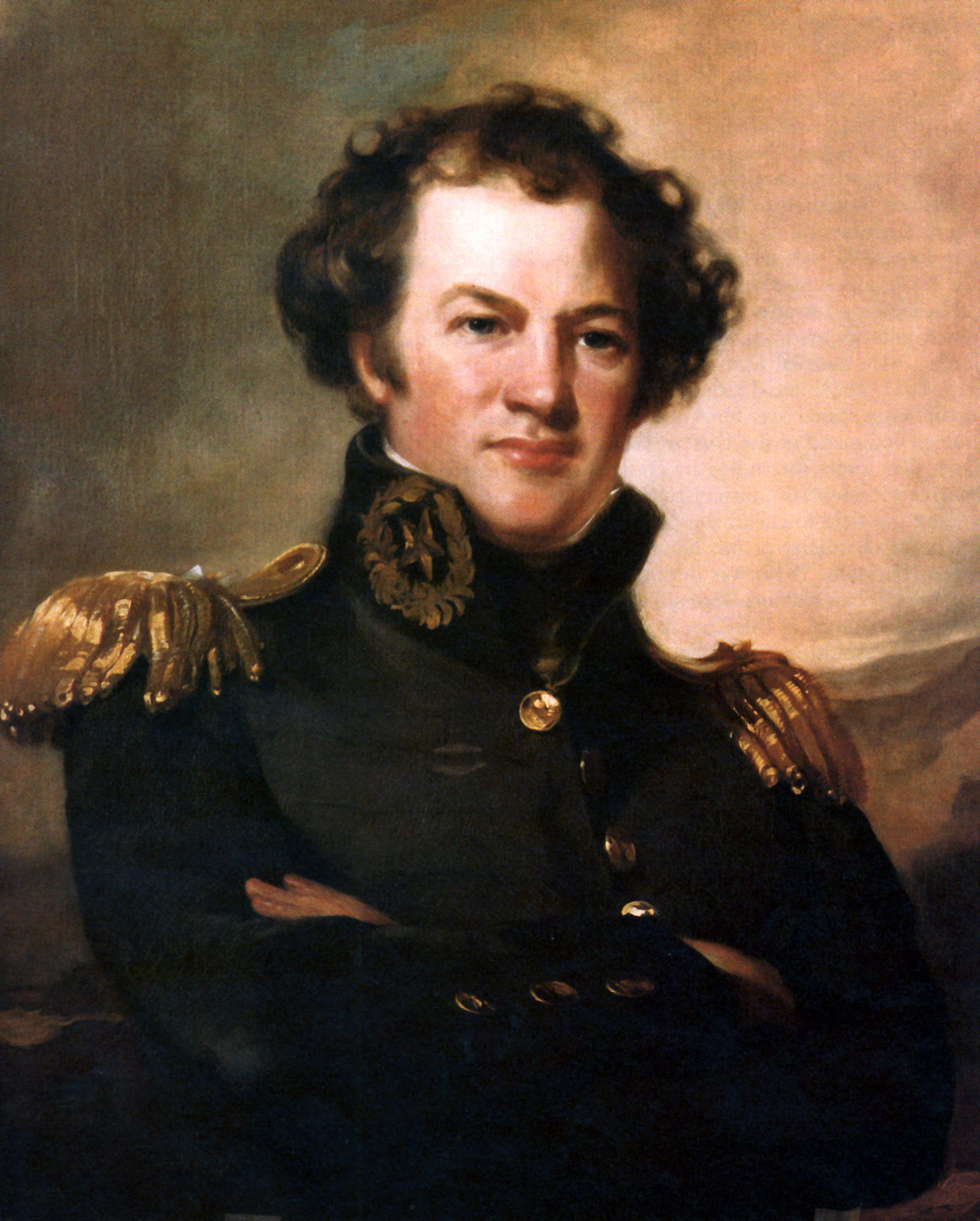
Porträt Alexander Macombs von Thomas Sully (1783–1872)

Alexander Macomb, Jr. (* 3. April 1782 in Detroit, Michigan; † 25. Juni 1841 in Washington) war ein US-amerikanischer Offizier des Kriegs von 1812 mit Großbritannien und Kommandierender General der US Army von 1828 bis 1841.

## Leben

### Jugend und erste Karriereschritte
Macomb wurde im damals noch britisch besetzten Detroit (heute Michigan) als Sohn des aus Irland stammenden, wohlhabenden Kaufmanns und Landspekulanten Alexander Macomb Sen. geboren. Er zog mit seiner Familie nach New York und erhielt eine klassische Ausbildung in einer Akademie in Newark. Im Alter von 16 Jahren trat er in eine Milizeinheit ein und wurde 1799 auf Empfehlung von Alexander Hamilton als Kornett in eine Kavallerieeinheit der regulären US-Armee aufgenommen. Noch im selben Jahr erhielt er den Rang eines Second Lieutenant, wurde aber im folgenden Jahr ehrenhaft aus der Armee entlassen. 1801 erhielt er einen Posten als Second Lieutenant im 2. Infanterieregiment und fand als Sekretär einer Kommission Verwendung, die mit den Indianern des Südwestens Verhandlungen führte. 1802 wurde er Leutnant im Pionierkorps der US Army und wurde einer der frühesten Absolventen der im selben Jahr gegründeten Militärakademie von West Point. 1803 heiratete er seine Cousine Catharine Macomb und stieg 1805 zum Hauptmann, 1808 zum Major und 1810 zum Oberstleutnant auf. Von 1807 bis 1812 hatte er die Verantwortung für die Befestigungsanlagen an den Küsten von North Carolina, South Carolina und Georgia.

### Krieg von 1812
Die nächste Karrierestufe war das Amt eines Generaladjutanten der Armee, das er von April bis Juni 1812 innehatte. Nach dem Beginn des Kriegs von 1812 mit Großbritannien kam die Beförderung zum Oberst des 3. Artillerieregiments. In der Folge nahm Macomb an den Kämpfen im Nordosten teil, u. a. an der Eroberung von Fort George und Generalmajor James Wilkinsons Feldzug am Sankt-Lorenz-Strom, der nach einer empfindlichen Niederlage gegen ein zahlenmäßig weit unterlegenes britisches Kontingent in der Schlacht bei Chrysler’s Farm am 11. November 1813 abgebrochen werden musste.

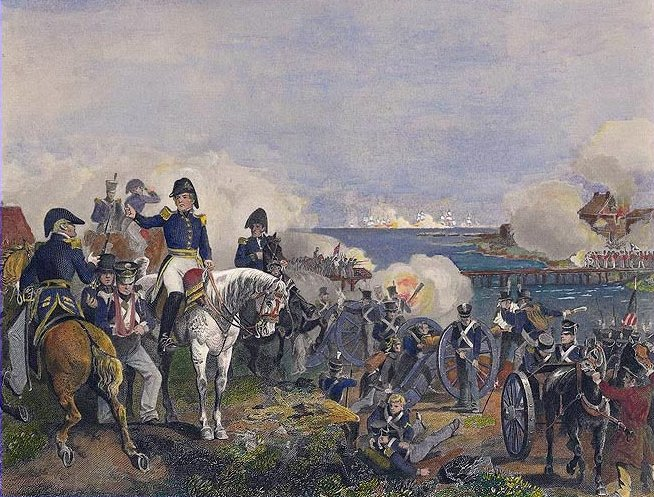
Macomb bei der Schlacht bei Plattsburgh

Im Januar 1814 wurde Macomb zum Brigadegeneral befördert und erhielt das Kommando über ein Truppenkontingent am Lake Champlain. Nachdem er durch die Verlegung von Truppen nach Sackets Harbor erheblich geschwächt worden war, musste er mit 1.500 regulären Soldaten und einigen Milizregimentern einer weit überlegenen britischen Invasionsstreitmacht unter dem Kommando des kanadischen Generalgouverneurs Sir George Prevost entgegentreten. Macomb konzentrierte seine Truppen um Plattsburgh, wo er Feldbefestigungen anlegen ließ; vor und während der Schlacht bei Plattsburgh vom 11. November schlugen seine Truppen eine Reihe britischer Angriffe zurück, während die US-Flottille auf dem Lake Champlain unter Thomas Macdonough in einer verlustreichen Seeschlacht einen britischen Flottenverband besiegte. Macomb erwies sich in diesen Gefechten als umsichtiger und kompetenter Kommandeur, profitierte aber auch davon, dass der auf eine defensive Kriegsführung fixierte Prevost nur sehr zögerlich und halbherzig angreifen ließ und es versäumte, seine Übermacht effektiv zu nutzen. Für seinen Erfolg in dieser kriegsentscheidenden Schlacht erhielt Macomb den Rang eines Brevet-Generalmajors (d. h. einen Ehrenrang), die Thanks of Congress und die Alexander Macombs Congressional Gold Medal.

### Spätere Karriere

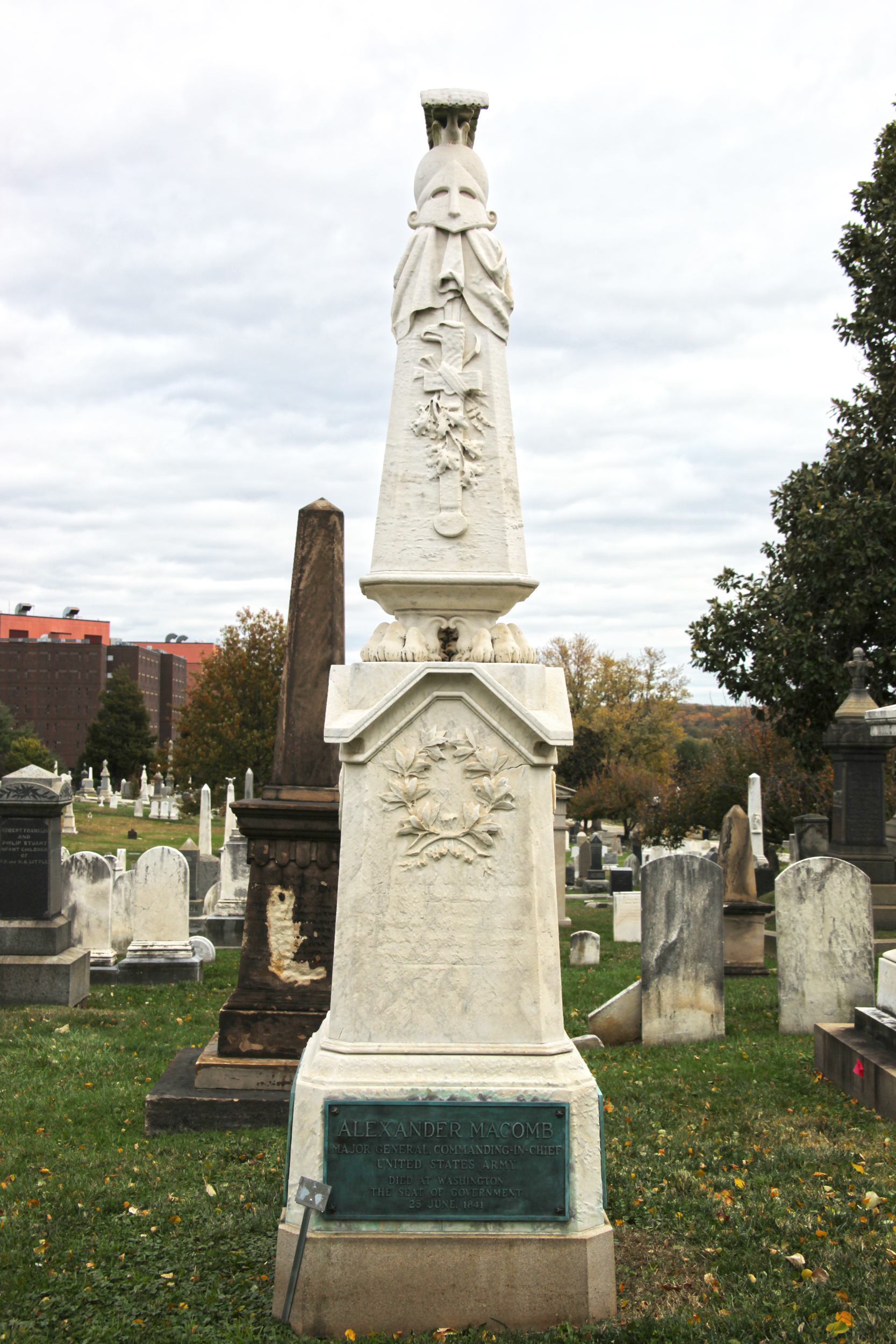
Macombs Grabstein in Washington, D.C.

Nach dem Ende des Kriegs war er Mitglied einer Kommission zur Reorganisation der Armee, später Kommandeur des dritten Militärdistrikts in New York und des fünften Distrikts in Detroit. 1821 wurde er Oberbefehlshaber des Pionierkorps der US Army mit dem Rang eines Obersten. 1826 heiratete er seine zweite Frau Harriet Balch Wilson. Nach dem Tod von Generalmajor Jacob Brown, dem kommandierenden General der US Army, ernannte US-Präsident John Quincy Adams Macomb am 29. Mai 1828 zu dessen Nachfolger und zum Generalmajor. Macomb verdankte diese Beförderung in den höchsten militärischen Rang der amerikanischen Armee dem Streit, den Winfield Scott und Edmund P. Gaines über Monate hinweg öffentlich um diese Position ausgetragen hatten, weshalb Adams sich genötigt sah, keinen von beiden zu berücksichtigen. Da die Kompetenzen dieses Ranges noch unklar waren, spielte deren genauere Definition und Abgrenzung eine wichtige Rolle in Macombs Zeit in diesem Amt. Er vertrat die Position, dass der Kommandierende General das aktive Kommando über die gesamte Armee haben und nur unter einer losen Aufsicht des Kriegsministers stehen solle. Zu den von Macomb betriebenen Reformen der US Army gehörte eine Anhebung des Solds, um Desertionen zu verhindern, die Fürsorge für Witwen und Waisen von im Dienst verstorbenen oder gefallenen Offizieren sowie ein System zum Austausch und Pensionierung von Offizieren, um Überalterung und Inkompetenz zu vermeiden. Im Blick auf kriegerische Auseinandersetzungen mit den Indianern befürwortete er eine Verdoppelung der Armee. Gemessen an den administrativen Aufgaben traten Feldkommandos weitgehend in den Hintergrund; lediglich 1835 hatte Macomb im Krieg mit den Seminolen in Florida kurzzeitig ein solches inne. Er starb am 25. Juni 1841 in seinem Büro in Washington, D.C. und wurde auf dem Friedhof des Kongresses beigesetzt. Eines seiner Kinder war der Marineoffizier William H. Macomb.
Nach ihm ist Macomb County in Michigan benannt.